# Sprintvärldsmästerskapen i kanotsport 1975
Sprintvärldsmästerskapen i kanotsport 1975 anordnades i Belgrad i Jugoslavien.

## Medaljsummering
| Pl.    | Nation          | Guld | Silver | Brons | Totalt |
| ------ | --------------- | ---- | ------ | ----- | ------ |
| 1      | Sovjetunionen   | 6    | 3      | 3     | 12     |
| 2      | Ungern          | 4    | 3      | 5     | 12     |
| 3      | Rumänien        | 0    | 6      | 2     | 8      |
| 4      | Östtyskland     | 4    | 2      | 1     | 7      |
| 5      | Polen           | 1    | 0      | 3     | 4      |
| 6      | Italien         | 2    | 1      | 0     | 3      |
| 7      | Spanien         | 1    | 0      | 1     | 2      |
| 8      | Bulgarien       | 0    | 0      | 2     | 2      |
| 9      | Norge           | 1    | 0      | 0     | 1      |
| 10     | Tjeckoslovakien | 0    | 1      | 0     | 1      |
| 11     | Västtyskland    | 0    | 1      | 0     | 1      |
| 12     | Jugoslavien     | 0    | 0      | 1     | 1      |
| Totalt | Totalt          | 19   | 17     | 18    | 54     |

### Herrar

#### Kanadensare
| Gren        | Guld                                             | Tid | Silver                                      | Tid | Brons                                             | Tid |
| C-1 500 m   | Sergej Petrenko (URS)                            |     | Miklós Darvas (HUN)                         |     | Borislav Ananiev (BUL)                            |     |
| C-1 1000 m  | Vasilij Jurtjenko (URS)                          |     | Ivan Patzaichin (ROU)                       |     | Tamás Wichmann (HUN)                              |     |
| C-1 10000 m | Vasilij Jurtjenko (URS)                          |     | Károly Szegedi (HUN)                        |     | Matija Ljubek (YUG)                               |     |
| C-2 500 m   | Sovjetunionen Aleksandr Vinogradov Jurij Lobanov |     | Tjeckoslovakien Tomáš Šach Jiří Čtvrtečka   |     | Ungern Gábor Arva Péter Povázsay                  |     |
| C-2 1000 m  | Ungern Gábor Arva Péter Povázsay                 |     | Rumänien Georghe Danielov Gheorghe Simionov |     | Sovjetunionen Roman Vjzjenko Aleksandr Vinogradov |     |
| C-2 10000 m | Sovjetunionen Vladas Česiūnas Jurij Lobanov      |     | Ungern Tamás Buday Oszkár Frey              |     | Bulgarien Ivan Burtschin Stefan Iliev             |     |

#### Kajak
| Gren                | Guld                                                                               | Tid | Silver                                                                    | Tid | Brons                                                                             | Tid |
| K-1 500 m           | Géza Csapó (HUN)                                                                   |     | Vasile Dîba (ROU)                                                         |     | Grzegorz Śledziewski (POL)                                                        |     |
| K-1 1000 m          | Oreste Perri (ITA) och · Grzegorz Śledziewski (POL)                                |     | Ingen                                                                     |     | Rüdiger Helm (GDR)                                                                |     |
| K-1 10000 m         | Oreste Perri (ITA)                                                                 |     | Erich Pasch (GER)                                                         |     | Kazimierz Nikin (POL)                                                             |     |
| K-1 4 x 500 m relay | Ungern Iván Herczeg József Svidró Zoltán Sztanity Péter Várhelyi                   |     | Rumänien Zoltfab Eseanu Mihail Zaifu Ion Dragulschi Vasile Dîba           |     | Spanien Herminio Menéndez Jóse Ramón López Luis Gregario Ramos Martin Vásquez     |     |
| K-2 500 m           | Sovjetunionen Viktor Vorobijev Nikolaj Astapkovitj                                 |     | Östtyskland Herbert Laabs Harald Marg                                     |     | Rumänien Larion Serghei Policarp Malîhin                                          |     |
| K-2 1000 m          | Östtyskland Alexander Slatnow Gerhard Rummel                                       |     | Rumänien Larion Serghei Policarp Malîhin                                  |     | Ungern József Deme János Rátkai                                                   |     |
| K-2 10000 m         | Ungern Zoltán Bakó István Szabó                                                    |     | Italien Danio Merli Giorgi Sbruzzi                                        |     | Sovjetunionen Valerij Zjemeza Petras Sjurskas                                     |     |
| K-4 1000 m          | Spanien Herminio Rodriguez José María Esteban Jóse Ramón López Luis Gregario Ramos |     | Östtyskland Herbert Laabs Gerhard Rummer Rüdiger Helm Harald Marg         |     | Ungern István Szabó Zoltán Bakó József Deme János Rátkai                          |     |
| K-4 10000 m         | Norge Einar Rasmussen Steinar Amundsen Andreas Orheim Olaf Søyland                 |     | Rumänien Costel Coşniţă Cuprian Macareanu Vasile Simionceno Nicuşor Eşanu |     | Sovjetunionen Leonid Derevjasnko Nikolaj Gorbattjov Pytor Zjurga Anatolij Zjarkin |     |

### Damer

#### Kajak
| Gren      | Guld                                                             | Tid | Silver                                                                                  | Tid | Brons                                                          | Tid |
| K-1 500 m | Anke Ohde (GDR)                                                  |     | Galina Kreft (URS)                                                                      |     | Maria Mihareanu (ROU)                                          |     |
| K-2 500 m | Östtyskland Bärbel Köster Carola Zirzow                          |     | Sovjetunionen Galina Kreft Jekaterina Nagimaja                                          |     | Polen Maria Kazanecka Katarzyna Kulczak                        |     |
| K-4 500 m | Östtyskland Bärbel Köster Anke Ohde Bettina Müller Carola Zirzow |     | Sovjetunionen Larissa Besnitzkaja Galina Kreft Jekaterina Nagimaja Nadezjda Tratjimenok |     | Ungern Ilona Töszer Mária Zakariás Klára Rajnai Ágnes Pozsonyi |     |